# 崔大壯
崔大壯（16世紀—16世紀），字純理，廣東廣州府番禺縣員岡人，明朝政治人物。

## 生平
崔大壯是嘉靖二十五年（1546年）丙午科廣東鄉試舉人，四十四年（1565年）授寧遠知縣，奉命清丈民田，平均地方糧稅，寬減永樂鄉等地的堆糧，流民因此回歸復業，人們感德為他立祠祭祀，題名「崔侯遺愛」，隆慶四年（1570年）調枝江知縣，陞榮王府審理，辭官回鄉二十多年才去世，享年七十七歲。

## 引用
1. 1 2  同治《番禺縣志·卷四十·列傳九》：崔大壯，字純理，員岡人，嘉靖二十五年舉人，官永州寧遠縣，奉文清丈民田，均攤糧稅，減去永樂等鄉堆糧，流民復業咸感德立祠，後知枝江縣，轉榮府審理，歸二十餘年卒，年七十七……據《永州府志》、崔弼《游寧草》、任志參修
2. ↑  嘉慶《寧遠縣志·卷六·名宦志》：崔大壯，廣東番禺人，由舉人知縣事，嘉靖四十四年奉文清丈民田，均攤糧稅，永樂等鄉既去堆糧，流移復業，民賴以安，各鄉感其德立祠數處，題曰「崔侯遺愛」。